# Scrophularia kjurendaghi
Scrophularia kjurendaghi är en flenörtsväxtart som beskrevs av V.P. Bochantsev och D.K. Kurbanov. Scrophularia kjurendaghi ingår i släktet flenörter, och familjen flenörtsväxter. Inga underarter finns listade i Catalogue of Life.